# Villeneuve-sur-Auvers
Pour les articles homonymes, voir Villeneuve.
Villeneuve-sur-Auvers (prononcé [vilnœv syʁ ovɛʁ] ) est une commune française située à quarante-quatre kilomètres au sud-ouest de Paris dans le département de l'Essonne en région Île-de-France.
Ses habitants sont appelés les Villeneuvois.

## Géographie

### Situation
| Type d’occupation           | Pourcentage | Superficie (en hectares) |
| --------------------------- | ----------- | ------------------------ |
| Espace urbain construit     | 4,2 %       | 30,05                    |
| Espace urbain non construit | 1,6 %       | 11,24                    |
| Espace rural                | 94,2 %      | 669,30                   |
| Source : Iaurif             |             |                          |

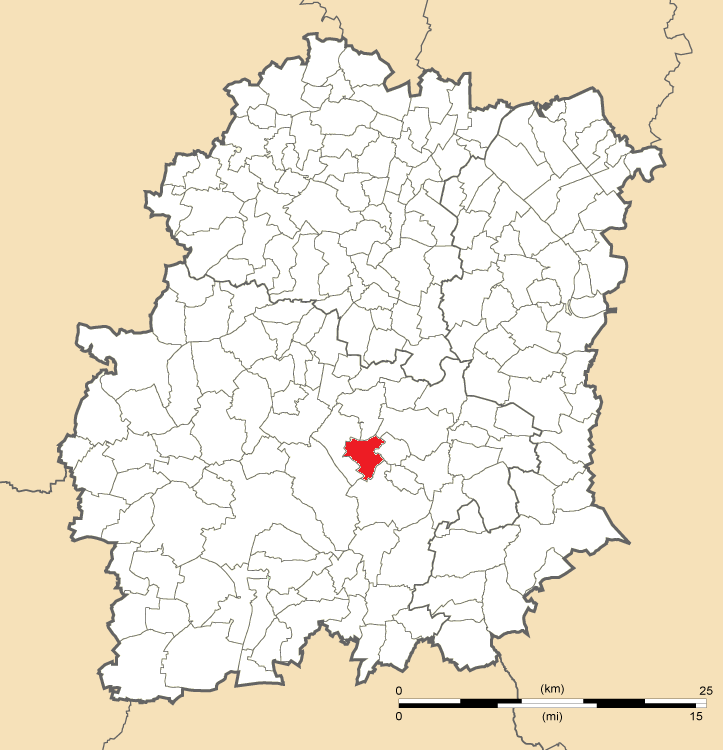
Position de Villeneuve-sur-Auvers en Essonne.

Villeneuve-sur-Auvers est située à quarante-cinq kilomètres au sud-ouest de Paris-Notre-Dame, point zéro des routes de France, vingt-trois kilomètres au sud-ouest d'Évry, huit kilomètres au nord-est d'Étampes, huit kilomètres à l'ouest de La Ferté-Alais, treize kilomètres au sud-ouest d'Arpajon, dix-huit kilomètres au sud-est de Dourdan, dix-huit kilomètres au nord-ouest de Milly-la-Forêt, dix-neuf kilomètres au sud-ouest de Montlhéry, vingt-trois kilomètres au sud-ouest de Corbeil-Essonnes, vingt-six kilomètres au sud de Palaiseau.

### Relief et géologie
La commune comporte un des sites de la réserve naturelle nationale des sites géologiques de l'Essonne.

### Climat
Pour des articles plus généraux, voir Climat de l'Île-de-France et Climat de l'Essonne.
En 2010, le climat de la commune est de type climat océanique dégradé des plaines du Centre et du Nord, selon une étude du CNRS s'appuyant sur une série de données couvrant la période 1971-2000. En 2020, Météo-France publie une typologie des climats de la France métropolitaine dans laquelle la commune est exposée à un climat océanique altéré et est dans la région climatique Sud-ouest du bassin Parisien, caractérisée par une faible pluviométrie, notamment au printemps (120 à 150 mm) et un hiver froid (3,5 °C). 
Pour la période 1971-2000, la température annuelle moyenne est de 10,9 °C, avec une amplitude thermique annuelle de 15,2 °C. Le cumul annuel moyen de précipitations est de 675 mm, avec 11,1 jours de précipitations en janvier et 7,7 jours en juillet. Pour la période 1991-2020, la température moyenne annuelle observée sur la station météorologique la plus proche, située sur la commune de Courdimanche-sur-Essonne à 12 km à vol d'oiseau, est de 11,6 °C et le cumul annuel moyen de précipitations est de 594,8 mm,. Pour l'avenir, les paramètres climatiques de la commune estimés pour 2050 selon différents scénarios d'émission de gaz à effet de serre sont consultables sur un site dédié publié par Météo-France en novembre 2022.

### Voies de communication et transports

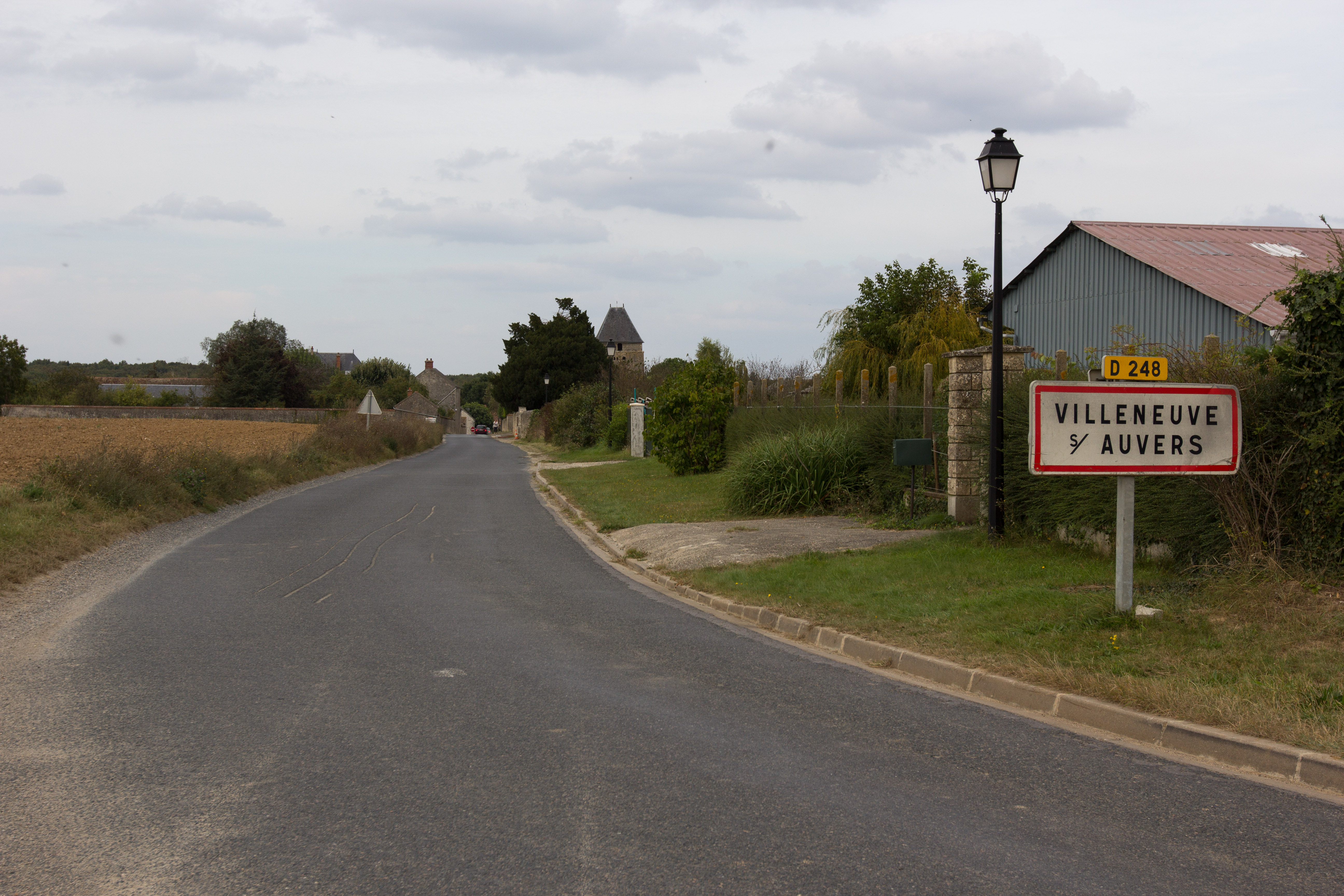
Entrée sud de Villeneuve-sur-Auvers (D248).

La ville est rattachée aux gares RER C d'Étrechy ou d'Étampes, et sur le RER D à la gare de La Ferté-Alais. Il n'y a pas de lignes de bus desservant les villages (Villeneuve et Mesnil-Racoin).

### Lieux-dits, écarts et quartiers
Mesnil-Racoin est un lieu-dit rattaché à la commune de Villeneuve-sur-Auvers. Mesnil-Racoin ne dispose d'aucun commerce.

## Urbanisme

### Typologie
Au 1er janvier 2024, Villeneuve-sur-Auvers est catégorisée commune rurale à habitat dispersé, selon la nouvelle grille communale de densité à sept niveaux définie par l'Insee en 2022.
Elle est située hors unité urbaine. Par ailleurs la commune fait partie de l'aire d'attraction de Paris, dont elle est une commune de la couronne,. Cette aire regroupe 1 929 communes,.

## Toponymie
La commune fut créée en 1793 sous le simple nom de Villeneuve, la mention du village voisin d'Auvers fut ajoutée en 1801 dans le bulletin des lois.

## Histoire
Le site de Villeneuve-sur-Auvers semble avoir été habité très tôt, dès la Préhistoire, ainsi qu'en témoignent les gravures rupestres de la grotte du Sarrasin qui se trouve à flanc de coteaux sur le chemin qui va de Villeneuve à Auvers-Saint-Georges.
La Saga de Rollon et les chroniques de Jumièges rapportent qu'après le pillage d'Étampes par les Nordmans, à l'aube du Xe siècle, ceux-ci s'en retournent par le plateau en direction de Vuillez qui pourrait être l'origine de Villeneuve-sur-Auvers.
En fait la première mention du village est relevée par le médiéviste Charles Higournet dans la chronique de l'abbaye de Morigny : en 1173, des tenanciers de l'abbaye déboisent pour mettre en culture des terrains sur le plateau de la petite Beauce il en résulte quelques années plus tard, en 1210 un procès entre le chapitre de Notre-Dame de Chartres contre les colons qui ont mis en culture des terres defeis (interdites d'abattage).
Au XVIIe Villeneuve devient, outre ses fermes de culture (bleds et vignes), un village de carriers qui exploitent des bans de grès affleurants en bordure du plateau, et le lieu-dit la Falaise bien connu des campeurs et des naturistes est ce qui reste de la plus importante carrière qui a été exploitée jusqu'à la guerre de 1914. Une rumeur locale veut que Le Louvre et Versailles soient pavés des pierres de Villeneuve et de Boissy-le-Cutté (cette appellation vient peut-être du fait qu'on y coupait le grès pour le tailler).

## Population et société

### Démographie

#### Évolution démographique
L'évolution du nombre d'habitants est connue à travers les recensements de la population effectués dans la commune depuis 1793. Pour les communes de moins de 10 000 habitants, une enquête de recensement portant sur toute la population est réalisée tous les cinq ans, les populations de référence des années intermédiaires étant quant à elles estimées par interpolation ou extrapolation. Pour la commune, le premier recensement exhaustif entrant dans le cadre du nouveau dispositif a été réalisé en 2005.

En 2022, la commune comptait 595 habitants, en évolution de −3,72 % par rapport à 2016 (Essonne : +2,89 %, France hors Mayotte : +2,11 %).
| 1793 | 1800 | 1806 | 1821 | 1831 | 1836 | 1841 | 1846 | 1851 |
| ---- | ---- | ---- | ---- | ---- | ---- | ---- | ---- | ---- |
| 271  | 233  | 276  | 285  | 369  | 376  | 370  | 410  | 413  |

| 1856 | 1861 | 1866 | 1872 | 1876 | 1881 | 1886 | 1891 | 1896 |
| ---- | ---- | ---- | ---- | ---- | ---- | ---- | ---- | ---- |
| 370  | 378  | 409  | 386  | 405  | 420  | 412  | 408  | 418  |

| 1901 | 1906 | 1911 | 1921 | 1926 | 1931 | 1936 | 1946 | 1954 |
| ---- | ---- | ---- | ---- | ---- | ---- | ---- | ---- | ---- |
| 412  | 420  | 386  | 336  | 335  | 301  | 295  | 291  | 296  |

| 1962 | 1968 | 1975 | 1982 | 1990 | 1999 | 2005 | 2006 | 2010 |
| ---- | ---- | ---- | ---- | ---- | ---- | ---- | ---- | ---- |
| 256  | 272  | 285  | 307  | 496  | 601  | 631  | 628  | 600  |

| 2015 | 2020 | 2022 | - | - | - | - | - | - |
| ---- | ---- | ---- | - | - | - | - | - | - |
| 613  | 598  | 595  | - | - | - | - | - | - |

#### Pyramide des âges
En 2018, le taux de personnes d'un âge inférieur à 30 ans s'élève à 30,2 %, soit en dessous de la moyenne départementale (39,9 %). À l'inverse, le taux de personnes d'âge supérieur à 60 ans est de 26,8 % la même année, alors qu'il est de 20,1 % au niveau départemental.
En 2018, la commune comptait 317 hommes pour 294 femmes, soit un taux de 51,88 % d'hommes, largement supérieur au taux départemental (48,98 %).
Les pyramides des âges de la commune et du département s'établissent comme suit.
| Hommes | Classe d’âge | Femmes |
| ------ | ------------ | ------ |
| 0,3    | 90 ou +      | 2,4    |
| 4,8    | 75-89 ans    | 4,9    |
| 21,0   | 60-74 ans    | 20,1   |
| 28,7   | 45-59 ans    | 26,0   |
| 14,2   | 30-44 ans    | 17,0   |
| 14,2   | 15-29 ans    | 16,0   |
| 16,8   | 0-14 ans     | 13,5   |

| Hommes | Classe d’âge | Femmes |
| ------ | ------------ | ------ |
| 0,5    | 90 ou +      | 1,4    |
| 5,4    | 75-89 ans    | 7,2    |
| 12,9   | 60-74 ans    | 13,9   |
| 20     | 45-59 ans    | 19,4   |
| 19,9   | 30-44 ans    | 20,1   |
| 20     | 15-29 ans    | 18,2   |
| 21,3   | 0-14 ans     | 19,8   |

## Politique et administration

### Politique locale
La commune de Villeneuve-sur-Auvers est rattachée au canton d'Étampes, représenté par les conseillers départementaux Marie-Claire Chambaret (DVD) et Guy Crosnier (UMP), à l'arrondissement d’Étampes et à la troisième circonscription de l'Essonne, représentée par le député Michel Pouzol (PS).
L'Insee attribue à la commune le code 91 1 09 671. La commune de Villeneuve-sur-Auvers est enregistrée au répertoire des entreprises sous le code SIREN 219 106 713. Son activité est enregistrée sous le code APE 8411Z.

### Tendances et résultats politiques
Élections présidentielles, résultats des deuxièmes tours :
- Élection présidentielle de 2002 : 79,59 % pour Jacques Chirac (RPR), 20,41 % pour Jean-Marie Le Pen (FN), 88,11 % de participation[33].
- Élection présidentielle de 2007 : 59,10 % pour Nicolas Sarkozy (UMP), 40,90 % pour Ségolène Royal (PS), 89,98 % de participation[34].
- Élection présidentielle de 2012 : 55,35 % pour Nicolas Sarkozy (UMP), 44,65 % pour François Hollande (PS), 85,95 % de participation[35].

Élections législatives, résultats des deuxièmes tours :
- Élections législatives de 2002 : 51,53 % pour Geneviève Colot (UMP), 48,47 % pour Yves Tavernier (PS), 65,70 % de participation[36].
- Élections législatives de 2007 : 57,36 % pour Geneviève Colot (UMP), 42,64 % pour Brigitte Zins (PS), 57,14 % de participation[37].
- Élections législatives de 2012 : 53,31 % pour Michel Pouzol (PS), 46,69 % pour Geneviève Colot (UMP), 63,39 % de participation[38].

Élections européennes, résultats des deux meilleurs scores :
- Élections européennes de 2004 : 25,16 % pour Harlem Désir (PS), 15,26 % pour Patrick Gaubert (UMP), 43,81 % de participation[39].
- Élections européennes de 2009 : 21,43 % pour Michel Barnier (UMP), 21,43 % pour Daniel Cohn-Bendit (Europe Écologie), 42,01 % de participation[40].

Élections régionales, résultats des deux meilleurs scores :
- Élections régionales de 2004 : 51,00 % pour Jean-Paul Huchon (PS), 36,67 % pour Jean-François Copé (UMP), 69,84 % de participation[41].
- Élections régionales de 2010 : 57,02 % pour Jean-Paul Huchon (PS), 42,98 % pour Valérie Pécresse (UMP), 52,20 % de participation[42].

Élections cantonales, résultats des deuxièmes tours :
- Élections cantonales de 2004 : 63,12 % pour Claire-Lise Campion (PS), 36,88 % pour Denis Meunier (DVD), 70,07 % de participation[43].
- Élections cantonales de 2011 : 64,82 % pour Claire-Lise Campion (PS), 35,18 % pour Christine Dubois (UMP), 44,64 % de participation[44].

Élections municipales, résultats des deuxièmes tours :
- Élections municipales de 2001 : données manquantes.
- Élections municipales de 2008 : 232 voix pour Matthieu Vasseur (?), 227 voix pour Willy Picard (?), 72,14 % de participation[45].

Référendums :
- Référendum de 2000 relatif au quinquennat présidentiel : 64,00 % pour le Oui, 36,00 % pour le Non, 32,15 % de participation[46].
- Référendum de 2005 relatif au traité établissant une Constitution pour l'Europe : 66,06 % pour le Non, 33,94 % pour le Oui, 75,56 % de participation[47].

### Enseignement
Les élèves de Villeneuve-sur-Auvers sont rattachés à l'académie de Versailles. La commune dispose sur son territoire de l'école primaire du Mesnil-Racoin.

### Santé
Rattachée au centre hospitalier d'Étampes.

### Services publics
Rattachée au centre de première intervention (CPI) de Boisy-le-Cutté (2 km), à la gendarmerie de Lardy, à la Poste d'Étréchy.

### Jumelages
La commune de Villeneuve-sur-Auvers n'a développé aucune association de jumelage.

## Vie quotidienne à Villeneuve-sur-Auvers

### Sports
La ville dispose de terrain de tennis découvert. Il existe deux associations sportives : le tennis club et le club de gymnastique.

### Lieux de culte

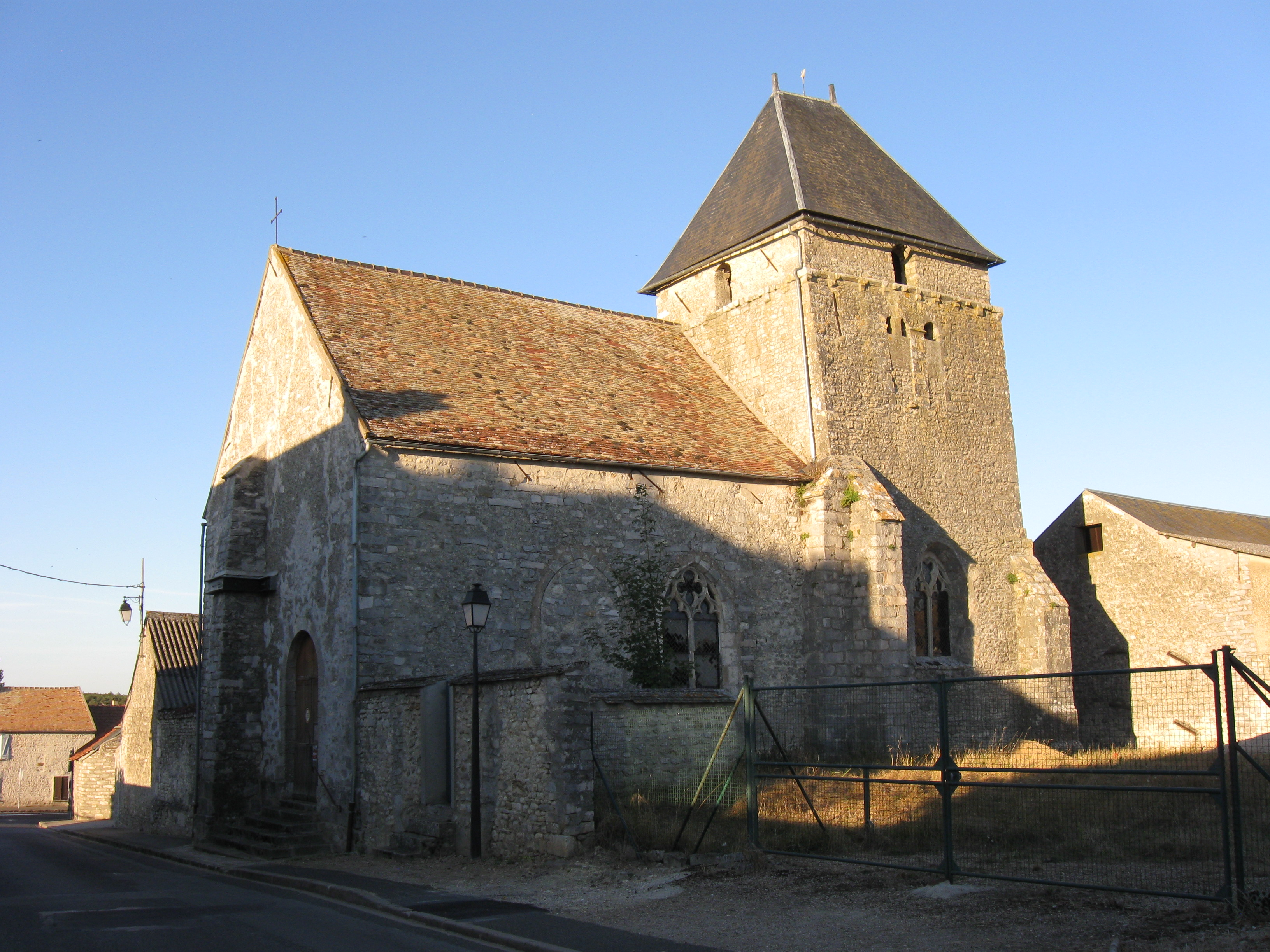
L'église Saint-Thomas-de-Cantorbéry.

La paroisse catholique de Villeneuve-sur-Auvers est rattachée au secteur pastoral de la Vallée de la Juine-Étréchy et au diocèse d'Évry-Corbeil-Essonnes. Elle dispose de l'église Saint-Thomas-de-Cantorbéry (ou Saint-Thomas-Becket).

### Médias
La commune publie son bulletin municipal 3 fois par an et possède un site internet. L'hebdomadaire Le Républicain relate les informations locales. La commune est en outre dans le bassin d'émission des chaînes de télévision France 3 Paris Île-de-France Centre, IDF1 et Téléssonne intégré à Télif.

## Économie

### Emplois, revenus et niveau de vie
En 2006, le revenu fiscal médian par ménage était de 23 631 €, ce qui plaçait la commune au 743e rang parmi les 30 687 communes de plus de cinquante ménages que compte le pays et au soixante-quatrième rang départemental.
| Répartition des emplois par catégories socioprofessionnelles en 2006. |              |                                           |                                                   |                            |                          |                           |
|                                                                       | Agriculteurs | Artisans, commerçants, chefs d’entreprise | Cadres et professions intellectuelles supérieures | Professions intermédiaires | Employés                 | Ouvriers                  |
| Villeneuve-sur-Auvers                                                 | -            | -                                         | -                                                 | -                          | -                        | -                         |
| Zone d’emploi d’Évry                                                  | 0,3 %        | 4,0 %                                     | 20,2 %                                            | 29,6 %                     | 28,2 %                   | 17,7 %                    |
| Moyenne nationale                                                     | 2,2 %        | 6,0 %                                     | 15,4 %                                            | 24,6 %                     | 28,7 %                   | 23,2 %                    |
| Répartition des emplois par secteurs d’activités en 2006.             |              |                                           |                                                   |                            |                          |                           |
|                                                                       | Agriculture  | Industrie                                 | Construction                                      | Commerce                   | Services aux entreprises | Services aux particuliers |
| Villeneuve-sur-Auvers                                                 | -            | -                                         | -                                                 | -                          | -                        | -                         |
| Zone d’emploi d’Évry                                                  | 0,9 %        | 13,5 %                                    | 5,4 %                                             | 14,6 %                     | 16,2 %                   | 6,9 %                     |
| Moyenne nationale                                                     | 3,5 %        | 15,2 %                                    | 6,4 %                                             | 13,3 %                     | 13,3 %                   | 7,6 %                     |
| Sources : Insee,                                                      |              |                                           |                                                   |                            |                          |                           |

## Culture locale et patrimoine

### Patrimoine environnemental
Les bois au nord et à l'est du territoire, la pelouse calcicole et les carrières géologiques ont été recensés au titre des espaces naturels sensibles par le conseil général de l'Essonne.

### Patrimoine architectural
La grotte dite du Trou du Sarrazin datée de la protohistoire a été classée aux monuments historiques le 18 décembre 1972. L'église Saint-Thomas-Becket du XVe siècle a été inscrite aux monuments historiques le 10 février 1948. Une croix de cimetière a été inscrite à la même date. La commune possède un mémorial de la Seconde Guerre mondiale sur le site de l'ancien cimetière américain.

### Héraldique
| Blason de Villeneuve-sur-Auvers. | La commune de Villeneuve-sur-Auvers ne dispose pas de blason. |